# 세스 클라먼
세스 클라먼(영어: Seth Klarman, 1957년 5월 21일 ~ )은 미국의 억만장자 헤지펀드 투자자로, 거대 투자사 바우포스트 그룹(Baupost Group)의 설립자 겸 현 회장이다. 워런 버핏과 벤저민 그레이엄과 더불어 대표적인 가치투자자로 꼽히며, '제2의 워런 버핏'으로도 불린다.
클라먼 회장은 코넬 대학교와 하버드 경영대학원을 졸업한 뒤 1982년 바우포스트 그룹을 설립했다. 여러 방식의 보수적 투자법을 이용해 주식, 채권, 부동산 등 다양한 분야에 투자했으며 바우포스트 그룹은 설립 당시 2,700만 달러 규모에서 2010년 220억 달러 규모로 성장했다.
1991년 출간한 저서 《안전마진:사려 깊은 투자자를 위한 위험회피 전략》(Margin of Safety: Risk-averse Value Investing Strategies for the Thoughtful Investor)은 가치투자의 선구자 벤저민 그레이엄의 안전마진 개념을 클라먼만의 방식으로 확장한 내용으로 가치투자자들에게는 필수 서적으로 꼽힌다. 이후 절판되면서 인터넷 서점에서 한 권에 1천 달러가 넘는 가격에 거래되었다.

## 같이 보기
- 워렌 버핏